# 姦淫聖書

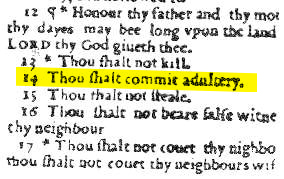
姦淫聖書の誤植部分

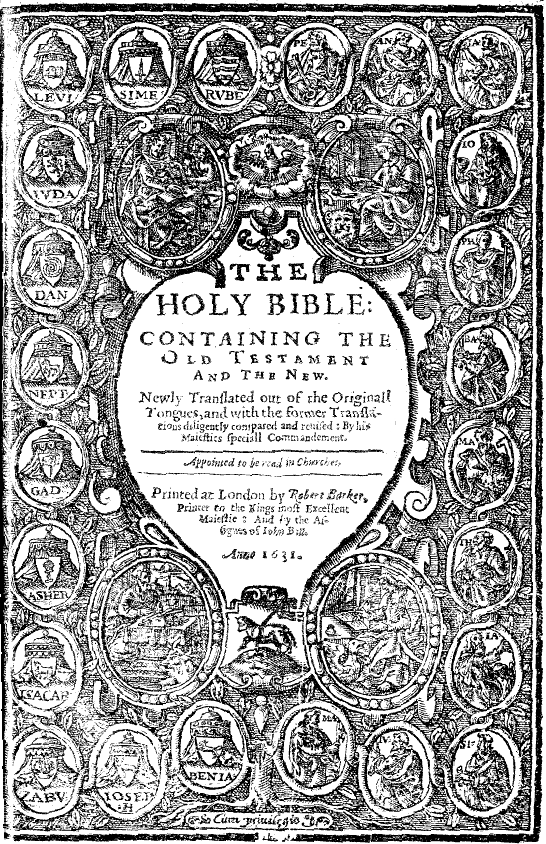
姦淫聖書の表紙

姦淫聖書（かんいんせいしょ、英語: Wicked Bible, Adulterous Bible 又は Sinners' Bible）とは、1631年にイギリス・ロンドンのロイヤルプリンターズのロバート・バーカーとマーティン・ルーカスが欽定訳聖書の重版を意図して出版した聖書である。

## 概要
この名前は、組版の段階で、モーセの十戒(Exodus 20:14)の「汝、姦淫するなかれ（Thou shalt not commit adultery）」という節の not が抜け、「汝、姦淫すべし（Thou shalt commit adultery）」と誤植してしまったことに由来する。
この誤りは、多くの複写となって広まった。数年後、姦淫聖書の出版者は星室庁に呼び出され、300ポンド（2024年の価値で約55,654ポンド、日本円にして約1,100万円）の罰金を課せられ、出版業免許を取り消された。この版の聖書が、このような言語道断の間違いを含んでいることを知ったチャールズ1世とカンタベリー大主教ジョージ・アボットは激怒した。
出版された姦淫聖書の大部分は、回収されて焚書されたが、少数は今日も現存し、収集家からは高い価値のあるものと考えられている。そのうちの1つはニューヨーク公共図書館が収蔵し、またヒューストンのダナム聖書博物館でも見られる。1つは、ロンドンの大英図書館が所有し、2009年9月まで無料で展示していた。欽定訳聖書の400周年を記念して、ケンブリッジ大学図書館でも2011年6月18日まで公開していた。

## 背景
聖書だけに限らず、歴史的に見て「禁止」や「否定」を示す「not」 の欠落はありがちな誤植とされている。
例えば、AP通信のスタイルガイドでは2004年まで、この誤りを防ぐために「無罪」を表すのに 「not guilty」（ノット・ギルティ） の代わりに 「innocent」（イノセント） を用いるよう推奨していた。聖書では「not」の欠落で意味が完全に反転する種類の誤植が突出して多いと見られる。
一方で、当時重い借金を背負っていた競合印刷業者の協力者が、ロバート・バーカーとマーティン・ルーカスから聖書の独占印刷権を奪うため、姦淫聖書に意図的に誤植を混入させたのではないか、と疑う学者もいる。

## その他
2010年、姦淫聖書がオンライン販売に出され、8万9,500アメリカ合衆国ドルの値が付けられた。